# Machairodontinae
I macairodonti (Machairodontinae) sono una sottofamiglia di felidi preistorici, caratterizzati da un notevolissimo allungamento dei due canini superiori. Per questa ragione sono anche noti con il nome di tigri dai denti a sciabola. Tra le forme più note vi è lo Smilodon, tipico del Pleistocene nordamericano.

## Classificazione

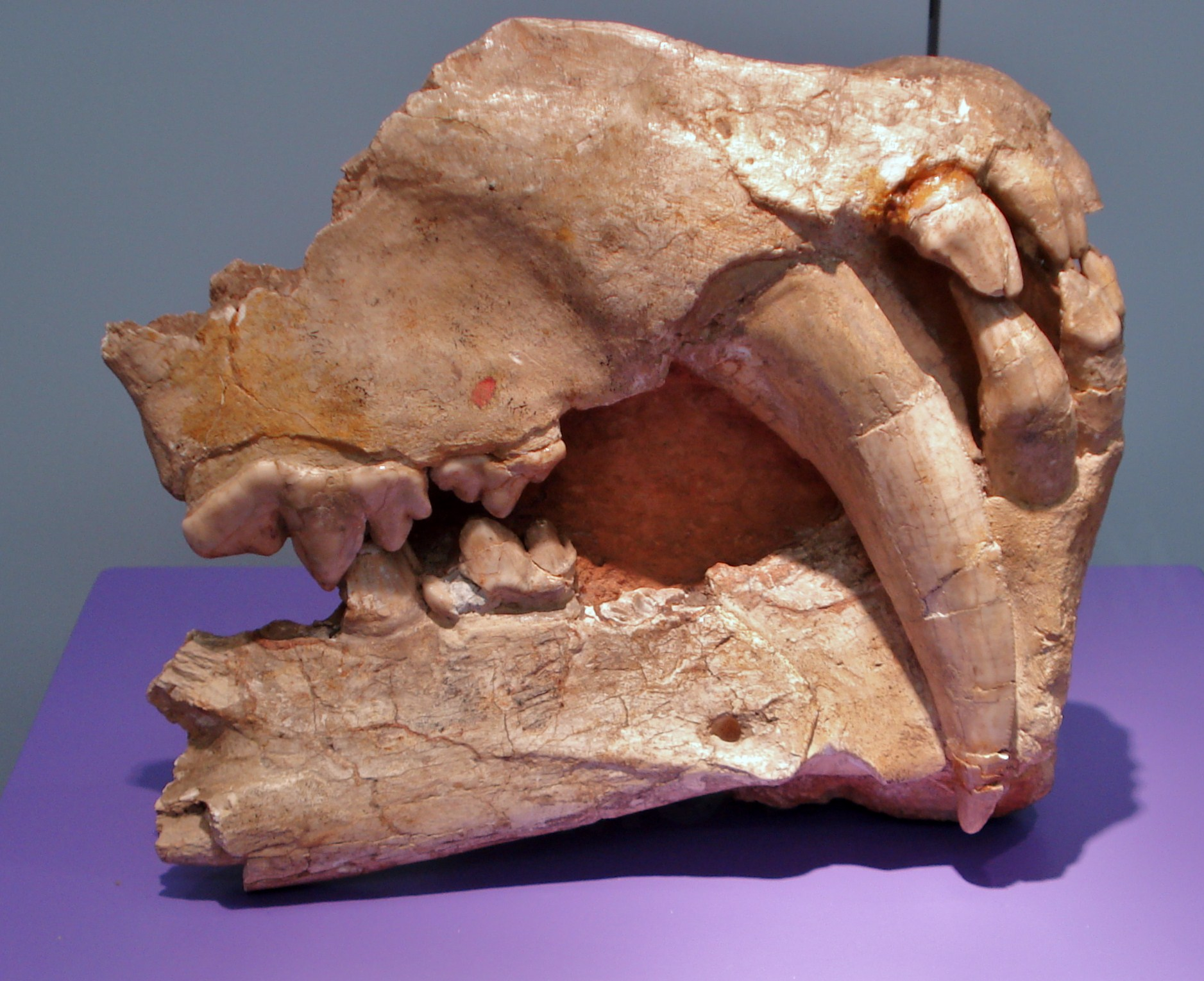
Fauci di Machairodus leoninus

Nonostante vengano chiamati "Tigri dai denti a sciabola", i macairodonti non appartenevano alla stessa sottofamiglia della tigre odierna, intesa come Panthera tigris nella nomenclatura binomiale. È probabile che questi animali praticassero una tecnica di caccia di gruppo o in branco, a differenza delle più solitarie tigri attuali. Analisi del DNA compiute nel 2005 hanno infine confermato che queste "tigri" si svilupparono molti milioni di anni prima delle odierne sottofamiglie di felini  e che non sono strettamente imparentate con nessuna specie di oggi, anche se vi può essere una certa somiglianza tra alcune forme primitive (ad es. Paramachairodus) e l'attuale leopardo nebuloso, che possiede dei canini particolarmente sviluppati, ma di forma decisamente diversa.
Inoltre, lo sviluppo dei canini era comune a differenti specie animali, non solo all'immagine iconografica dello Smilodon fatalis, alcuni dei quali persino marsupiali.

Varie specie animali, pur non avendo una stretta parentela con le "tigri", si evolsero in maniera simile, ulteriore conferma che tale adattamento all'ambiente era vincente.

## Evoluzione e differenziazione

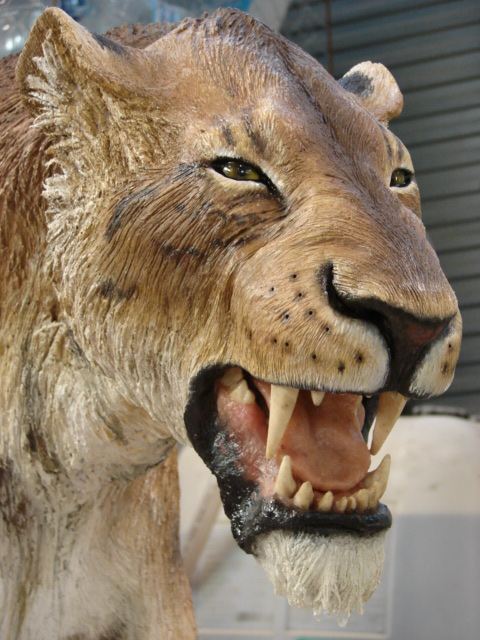
Ricostruzione museale di Homotherium

Questi predatori del Cenozoico sono noti a partire dal Miocene, anche se le forme più conosciute sono più recenti (Pleistocene). I due gruppi principali sono le tigri dai denti a sciabola propriamente dette o Smilodontini (ad esempio Smilodon e Megantereon) e le tigri dai denti a scimitarra o Homotheriini, dai canini più corti (Machairodus e Homotherium). Un altro gruppo primitivo, a volte incluso nella sottofamiglia, è quello dei Metailurini (che comprende il ben noto Dinofelis e Metailurus). Gli smilodontini, di solito, hanno denti più allungati (con tanto di flangia ossea della mandibola a proteggere il dente) e corpi più robusti, mentre gli omoterini comprendono forme più leggere, con zampe più lunghe e canini più corti. Nel 1999, però, è stato scoperto un resto fossile denominato Xenosmilus che sembrerebbe rappresentare un punto intermedio tra i due gruppi, in quanto possiede i canini corti e le zampe e il corpo robusti.

## Tecniche di caccia

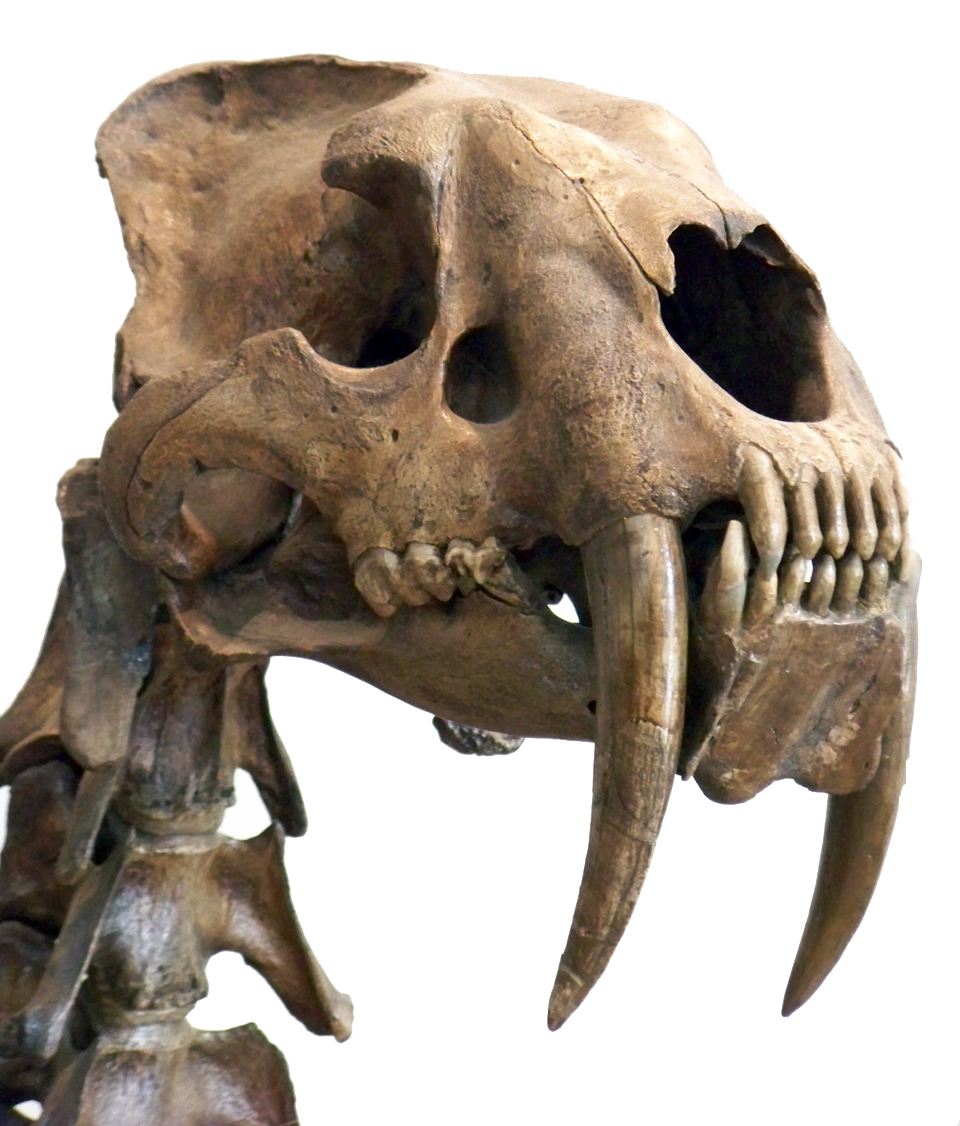
Canini di Smilodon

La caratteristica principale presente in tutte le forme della sottofamiglia era rappresentata dall'enorme sviluppo dei canini superiori.
Il dibattito sulle tecniche di caccia di questi animali è aperto da molto tempo.
Alcune ricerche, utilizzando una modellizzazione informatica del cranio, dei muscoli del collo e facciali di Smilodon e di Panthera leo, hanno dimostrato che la forza del morso del primo era circa un terzo rispetto a quella del leone attuale. Questo ha portato ad ipotizzare un sistema di caccia differente dai felini attuali. I leoni per esempio, uccidono le loro prede in gran parte per soffocamento, avendo quindi bisogno di una forza notevole nel morso e riuscendo a mordere le prede quando esse sono ancora in movimento. Si pensava che le "tigri dai denti a sciabola" probabilmente non avrebbero potuto permettersi di mordere le prede in movimento, poiché i loro denti erano più fragili ed avrebbero potuto procurarsi fratture. Si è quindi pensato che i felini dotati di denti così lunghi, recidessero le arterie del collo con un solo morso, dopo averle gettate al suolo per poterle contenere. Questa teoria è messa in associazione con il fatto che grandi prede, quali erano disponibili allora, siano tendenzialmente facili da controllare una volta gettate a terra e riuscendo a contenere il capo dell'animale. La grande mole dei felini estinti sarebbe perciò stata un utile vantaggio per questa tecnica di caccia.
Altre teorie invece propongono modelli diversi. Ad esempio, le "tigri" avrebbero potuto balzare addosso alle grandi prede e poi usare le zanne per affondare nella carne del collo o delle parti molli della preda, come il ventre, aprendo enormi squarci, dopodiché se la preda fosse sopravvissuta, avrebbero lasciato che morisse dissanguata per tornare a cibarsene in seguito.

## Habitat
È credenza comune che le tigri dai denti a sciabola vivessero solo in ambienti freddi a causa dell'Era glaciale. In realtà, mentre alcuni di questi animali prosperarono certamente in questo tipo di clima, la storia evolutiva dei macairodonti dimostra che si svilupparono in climi caldi in contemporanea con il diffondersi delle praterie, nel Miocene inferiore (circa 20 milioni di anni fa). Si estinsero solo circa 10.000 anni fa, alla fine del Pleistocene.